# Jawbreaker (banda)
Jawbreaker (inicialmente Rise) es un grupo punk de San Francisco. Esta banda influyo mucho en la escena pop punk de Los Ángeles, incluso, son uno de los precursores más influyentes en el sonido emo a principios de los '90, en especial en su álbum Dear You de 1995.

## Historia
El grupo tenía raíces en Los Ángeles, donde los integrantes Blake Schwarzenbach y Adam Pfahler, estudiaron en el Instituto Crossroads juntos, y también en Nueva York, donde Schwarzenbach y Pfahler  conocieron al bajista Chris Bauermeister en la Universidad de Nueva York en 1988. El grupo se regía por la filosofía DIY, que pusieron en práctica al gestionarse ellos mismos sin necesidad de mánager.

## Discografía
Jawbreaker lanzó cuatro discos de estudio entre 1990 y 1995, así como un álbum en vivo y dos compilaciones. Pese a haber firmado con una discográfica importante para su último álbum Dear You, Jawbreaker no logró conseguir mucho éxito comercial durante sus años de actividad. El grupo se separó en 1996, y sus miembros han formado o aparecido en otras bandas desde entonces. En enero de 2008, Pfahler anunció que el grupo se había reunido recientemente para un próximo documental.

- "Unfun" (1990)
- "Bivouac" (1992)
- "24 Hours Revenge Therapy" (1994)
- "Dear You" (1995)

## Miembros
- Blake Schwarzenbach –  voces, guitarras
- Chris Bauermeiste – bajo, coros
- Adam Pfahler – batería